# Akragas 2018
Maillots
La Società Sportiva Dilettantistica Akragas 2018 (Akragas 2018) est le club de football d'Agrigente, fondé en 1939.

## Palmarès
- Serie C2 :
  - Vice-champion : 1983

- Serie D (3) :
  - Champion : 1981, 1992 et 2015
  - Vice-champion : 1959 et 2014

## Changements de nom
- 1939-1950 : Akragas
- 1950-1952 : Segretariato Nazionale Gioventù Akragas
- 1952-1988 : Unione Sportiva Akragas
- 1988-1990 : Unione Sportiva Agrigento-Favara
- 1990-1994 : Unione Sportiva Agrigento-Hinterland
- 1994-1995 : Associazione Calcio Akragas Città di Agrigento
- 1995-2011 : Associazione Sportiva Akragas
- 2011-2014 : Unione Sportiva Dilettantistica Akragas - Città dei Templi
- 2014-2018 : Società Sportiva Akragas Città dei Templi
- 2018-2019 : Associazione Sportiva Dilettantistica Olimpica Akragas
- 2019-2022: Associazione Sportiva Dilettantistica Akragas 2018
- 2022- : Società Sportiva Dilettantistica Akragas 2018

## Joueurs emblématiques
- Sergio Almirón